# Манітра
Манітра — старовинне античне поселення, віднайдене восени 2018 р. західніше Керчі під час незаконних «охоронно-рятувальних розкопок» на будівництві залізничного підходу до «Кримського мосту» біля села Октябрського Ленінського району.
Приблизна дата пам'ятки — кінець V — початок III ст. до н. е. Свою назву городище отримало за назвою місцевого узвишшя Макітра та найменуванням колись розташованого неподалік селища, відомого також як «Макітра Руська». На топографічних мапах XIX—XX ст. тут не було ніяких поселень, відтак не було жодних даних, які свідчили б про можливість відшукати щось під нашаруваннями ґрунту. На місці станом на середину літа 2020 р. тривають незаконні «археологічні дослідження», тож наявна інформація про знахідку має попередній характер.

## Особливості структури
Об'єкт історичної спадщини Манітра становить собою цілісний комплекс синхронних археологічних пам'яток: сільське поселення, прилеглі до нього з заходу та сходу круглі споруди, що могли бути кошарами для худоби, комплекс господарських ям і нерозграбований некрополь. Поселення мало прямокутну форму, орієнтовану за сторонами світу. Забудова ґрунтувалася на добре прорахованому плані, що передбачав високий рівень добробуту. Всі приміщення були споруджені з урахуванням рози вітрів, щоб у них завжди було свіже повітря. За розкопаною площею суцільної забудови поселення суттєво більше за віднайдені раніше звичайні сільські садиби Боспору, незважаючи на його організацію за садибним принципом. За попередніми даними, комплекс був заселений приблизно 150 років і за цей час його перебудовували мінімум двічі (можливо, у зв'язку зі зміною господаря(-ів) або функції поселення), що істотно ускладнює його розуміння. Не виключено, що з плином певного часу первинна дуже велика вілла була поділена на дві суміжні садиби. Знахідка належить до часів Боспорського царства — античної держави, заснованої грецькими переселенцями понад 2,5 тисяч років тому обабіч Керченської протоки. Західна його частина була далекою околицею еллінського світу, проте Манітра якнайкраще демонструє досвід античного містобудування — планування, якості кладок, інтер'єрів.
Відкрита пам'ятка добре збереглася завдяки своєму перебуванню на непридатній для землеробства території, яку ніколи не розорювали. Унікальність поселення полягає в його складній структурі й високому рівні побудови. Аналогів сільської садиби такої площі (понад 5 га), складності та доброго стану збереження нема в цілому Причорномор'ї. Це дає підстави припускати, що садибу будував не просто заможний господар, а людина з дуже великими матеріальними можливостями — аристократ або член правлячої династії, можливо, навіть сам боспорський цар. З огляду на те, що в Боспорському царстві було прийнято яскраво демонструвати свої статки, подиву гідне скромне облаштування Манітри: її архітектура вказує на те, що поселення могло бути чиїмось заміським маєтком. Не менше дивує відсутність штукатурки у знайдених будівлях — при тому, що їхні дахи були черепичними: у сільській місцевості це було дорогими розкошами.
Загалом поселення налічує близько 10 дворів і майже 50 приміщень. Основу планування складають кілька брукованих парадних та господарських дворів, з яких були входи до прилеглих одне до одного приміщень різного призначення. Всі їхні стіни охайно складені з місцевого рваного каменю. Зовнішні стіни комплексу були глухі й містили тільки два входи на заході та сході. Таке замкнене планування та групування приміщень довкола внутрішніх дворів притаманне античним сільським садибам. Головний двір, гарно забрукований, розташовувався, вочевидь, у північно-західній частині комплексу; він був оточений галереями та, можливо, колонадою. У східній частині комплексу, ймовірно, були розташовані господарські двори та приміщення; деякі з них (ймовірно, складські) були напівпідвальними. Таким чином, існував поділ на житлову частину та господарчу зону. Будівлі комплексу були вкриті черепицею боспорського виробництва, на деяких зразках стояло тавро місцевого майстра. Багато ранніх конструкцій, кладок і вимосток вирізняються більшою ретельністю й охайністю, що може свідчити про помітний добробут власника(-ів) садиби. Наприклад, у раніше виявлених сільських садибах Херсонеса був лише один внутрішній двір, який міг займати половину площі садиби, а приміщення були розташовані вздовж зовнішніх стін.
Сліди катастрофічних руйнацій внаслідок природних катаклізмів чи військових дій у будівлях не спостерігаються: вочевидь, садибу залишили, вивізши заздалегідь речі. Найкраще збереглися конструкції та приміщення пізнього періоду. Більш ранні стіни та вимостки частково розбиралися під час подальших перебудов, а все начиння та «обладнання» з садиби виносилося. Через це вдається встановити призначення лише пізніх приміщень, у яких вони збереглися найповніше. У двох таких кімнатах були відкриті залишки вівтарів (вочевидь, вони були невеликими молільнями) із зображеннями Кори (Персефони) та Кібели, які були найбільш популярними богинями серед селян античних часів: перша була пов'язана з ідеєю помираючої та воскресаючої природи та річним циклом (її зображення трапляються майже у всіх античних сільських садибах), друга вважалася «матір'ю звірів» і покровителькою тваринництва. У трьох інших приміщеннях збереглися невеликі тарапани — чавильні, які використовували для домашнього виготовлення вина. В іншому приміщенні були відкриті дві вкопані глиняні діжки-піфоси, в яких зберігали запаси. В деяких приміщеннях, судячи за наявністю кам'яних годівниць, могли тримати молодняк домашньої худоби. Крім вівтаря й тарапану, кожний дім мав кам'яну скриню та зернотерку. При цьому все виробництво було невелике, домашнього характеру, і мало задовольняти потреби лише мешканців поселення: про це свідчать, зокрема, розміри тарапанів і кошар, а також кількість зернових ям.
Ще однією особливістю поселення є складна система водовідведення. Всі будівлі розташовані на доволі крутому схилі, тож відведення зливових стоків було важливою проблемою для мешканців. Ті вдало впоралися з нею, спорудивши єдину для всього комплексу систему водостоків і накопичувальних цистерн: вона дозволила відводити зливову воду за межі забудови. Єдність цієї системи також непрямо свідчить про те, що все поселення (принаймні спочатку) мало одного власника.
Під час розкопок поселення було знайдено безліч столової та кухонної кераміки — глечики, миски, тарілки, рибні тарелі, каструлі, в тому числі й імпортні аттичні чорнолакові посудини. Амфорна тара презентована посудинами всіх основних егейських і малоазійських грецьких центрів, що експортували в той час своє вино та оливу на Боспор (Хіос, Фасос, Кнід, Кос, Пепарет, Синопа, Гераклея Понтійська). Також були виявлені металеві вироби — цвяхи, фрагменти ножів, сільськогосподарських інструментів, дрібні прикраси. Особливо цікаві знайдені свинцеві гирки з таврами, що підтверджують їхню вагу, а також близько 150 мідних монет, переважно боспорського карбу. В приміщеннях також виявлені два невеликі скарби з мідних боспорських монет — 25 і близько 60 відповідно. Такий малий обсяг дозволяє припустити, що ці скарби закопали працівники садиби.
На схід і захід від поселення були розташовані дві круглі кам'яні загорожі діаметром 55-60 м: ймовірно, це були кошари для худоби. Поруч із поселенням виявлено некрополь, синхронний до садиби. Були досліджені понад 20 вирубаних у скелі поховань; багато з них були родинними усипальнями. Переважно це прості прямокутні могили. Також відкрито 5 скельних склепів. Судячи з порівняно небагатого поховального начиння (керамічні тарелі та глечики для поховальної їжі, серед яких трапляються й середземноморські імпорти, ножі, прикраси тощо), тут ховали «обслуговуючий персонал», який постійно мешкав у поселенні, тоді як власників садиби ховали, вочевидь, у Пантикапеї, що був столицею Боспору. Всі поховання були здійснені відповідно до грецької традиції: це дає можливість припустити, що садибу обслуговували греки або еллінізовані скіфи.

## Дослідження
В Інституті археології Російської академії наук (ІА РАН) наголошують: античні письмові джерела містять небагато згадок про Боспорське царство, тож особливого значення набувають дослідження в цих регіонах, які розширюють уявлення про їхню давню історію та населення. Починаючи від російської окупації Криму у 2014 р., на Таманському півострові та в акваторії Керченської протоки, а з 2016 р. — в Криму в зонах майбутнього будівництва газогону Краснодарський край — Крим, автотраси «Таврида», «Кримського мосту» та шосейних і залізничних під'їздів до них почалися масштабні археологічні дослідження, котрі офіціоз держави-окупанта називає «найбільшими на півдні Росії».
Розкопки Манітри провела «Кримська новобудовна експедиція» ІА РАН. Угруповання з 2016 р., порушуючи законодавство України, проводить незаконні археологічні роботи на найбільших об'єктах транспортної інфраструктури Криму, які незаконно споруджує держава-окупант. За час «експедиції» «фронт робіт» склав понад 300 км, розкопано понад 90 пам'яток від епохи мезоліту (80-30 тисяч років тому) до початку ХХ ст., до фондів центральних музеїв Криму та Таманського музейного комплексу передано понад 10000 знахідок. Угруповання очолює провідний науковий співробітник відділу класичної археології, доктор історичних наук Сергій Внуков; у 1980—1988 рр. він був заступником начальника Кримської археологічної експедиції Московського державного університету (МДУ; розкопки на городищі Чайка), з 1983 р. дотепер очолює Окремий Кара-Тобинський загін МДУ / Кара-Тобинську археологічну експедициію ІА РАН (Північно-Західний Крим); щороку з 1970 р. бере участь в експедиціях у Криму.
Навесні 2018 р. вчені проаналізували результати зйомки з космосу, після чого пробили шурфи, в яких виявили залишки будівельного каміння й кераміки. У червні експедиція почала розкопки, після чого поступово відкрилася вся пам'ятка. Спочатку археологи вирішили, що знайшли емпорій — різновид «оптового ринку», де в торговців купували для царського двору товари, коней і вина. Втім, ця версія виявилася хибною, оскільки емпорії будували зазвичай біля портів, з обов'язковою наявністю складів і майданчиків для вивантаження товару; тут же не було нічого з переліченого.
Про виявлення Манітри вченими ІА РАН 9 листопада 2018 р. повідомив «голова державного комітету республіки Крим з охорони культурної спадщини» Сергій Єфимов, назвавши знахідку «знаковою не лише для Криму, а й для цілої Росії». Він зазначив, що давньогрецьке поселення в районі Керчі попередньо датується IV—III ст. до н. е. і належить до періоду розквіту Боспорського царства. У той же час про виявлене поселення повідомив «директор інституту археології Криму РАН» Вадим Майко, зазначивши, що на пересічних сільських боспорських поселеннях ніколи не виявлялася міська щільна забудова з кам'яними будинками, розділеними вулицями, і наголосивши на необхідності консервації Манітри та створення з неї «найцікавішого екскурсійного об'єкта для показу туристам». 6 грудня 2018 р. «заступник голови державного комітету з охорони культурної спадщини республіки Крим» В'ячеслав Зарубін (помер 29 липня 2019 р.) назвав Манітру найбільш значним кримським археологічним відкриттям 2018 року. 12 грудня 2018 р. під час відеомосту Москва — Сімферополь віце-президент РАН, директор Інституту археології РАН Микола Макаров повідомив, що Манітру планується музеєфікувати та зробити частиною Керченського музейно-дослідницького кластера, ідею створення якого висунула РАН; також він додав, що задля збереження археологічної знахідки було змінено трасу під'їзних шляхів залізниці.
4 січня 2019 р. «генеральний директор Центрального музею Тавриди», «голова комісії з культури та міжнаціональних відносин громадської палати республіки Крим» Андрій Мальгін заявив, що Манітру слід включити до туристичного маршруту «Золоте кільце Боспорського царства», розробленого фахівцями Російського географічного товариства: мета маршруту — об'єднати пов'язані з античністю міста Криму, Ростовської області та Краснодарського краю і стати «альтернативою поїздкам до Греції та Італії на тлі підвищеної зацікавленості тематикою». Також Мальгін додав, що унікальність Манітри, серед іншого, полягає в тому, що вона стосується періоду активної торгівлі Боспору Кімерійського з давньою Грецією: зокрема, збереглися декрети, в яких Афіни дякують боспорським царям за постачання хліба у скрутні часи. 17 січня 2019 р. Микола Макаров повідомив, що на базі Манітри з'явиться музей просто неба за ініціативи ВАТ «Російська залізниця» («Российские железные дороги», РЖД): зокрема, передбачалося, що за рахунок РЖД буде завершено розкопки пам'ятки, після чого її передадуть «Східнокримському музеєві-заповіднику» як об'єкт для музейного показу.
29 березня 2019 року під час прес-конференції «генеральний директор Східнокримського історико-культурного музею-заповідника» Тетяна Умріхіна заявила, що очолювана нею організація планує відтворити на території Манітри діючу модель давньогрецької садиби, що становила б собою етнографічний комплекс і започаткувала працю багатофункційного археологічного кластера, задум якого плекається спільно з ІА РАН. Раніше, 21 травня 2018 р., Микола Макаров розповів про плани створення такого кластера, який налічував би три складові — музейну, науково-дослідницьку та практичну зі збереження історичної спадщини; головною метою проекта мав стати «новий рівень презентації історичної спадщини Пантикапею та Керчі».
20 травня 2019 р. віце-прем'єр уряду РФ Ольга Голодець доручила Міністерству культури РФ спільно з ІА РАН та «радою міністрів республіки Крим» до 1 червня напрацювати питання музеєфікації Манітри та доповісти про результати.
23 січня 2020 р. Вадим Майко повідомив, що межі та предмет охорони Манітри поки що не визначені остаточно, оскільки розкопано не все, тож «Східнокримський заповідник» не може зарахувати поселення до свого складу та експонувати його; до того ж, створення музею просто неба потребує додаткового фінансування.